# Flirtin' with Disaster
| Críticas profissionais | Críticas profissionais |
| Avaliações da crítica  | Avaliações da crítica  |
| Fonte                  | Avaliação              |
| ---------------------- | ---------------------- |
| allmusic               | link                   |
| Robert Christgau       | C+ link                |

Flirtin' with Disaster é o segundo álbum de estúdio da banda Molly Hatchet, lançado em 1 de setembro de 1979 pela gravadora Epic Records.

## Desempenho nas paradas musicais
| Parada musical (1979)          | Melhor posição |
| ------------------------------ | -------------- |
| Canadá (RPM 100 Albums)        | 54             |
| Estados Unidos (Billboard 200) | 19             |

## Certificações
| País                  | Certificação | Data                   | Vendas certificadas |
| --------------------- | ------------ | ---------------------- | ------------------- |
| Canadá (Music Canada) | Ouro         | 1 de janeiro de 1982   | 50.000              |
| Estados Unidos (RIAA) | 2× Platina   | 24 de novembro de 1986 | 2.000.000           |